# Göte II
 Göte II är en brandbåt, som levererades 2010 från Mobimar i Åbo. Den är en 15 meter lång katamaran och bemannas  med personal från Frölunda brandstation.
Göte II ersatte brandbåten Göte, som levererades 1971 till Göteborgs Brandförsvar från Åsiverken